# Theater am Markt
Das Theater am Markt (TAM) ist ein freies Theater in Eisenach in Thüringen.

## Geschichte
Das Theater am Markt besteht seit November 2008. Das damalige Theaterpädagogische Zentrum am Landestheater Eisenach wurde im Zuge diverser Spar- und Umstrukturierungsmaßnahmen aufgelöst. In Eigenregie bauten die betroffenen Akteure um die Theatergründer Timo Bamberger und Marcus Coenen zwei ehemalige Restaurants unweit des Eisenacher Marktplatzes zu einem Theater mit bis zu 50 Plätzen um und fanden im Stadtjugendring Eisenach e.V. auch einen neuen Träger für das Projekt.
Zum Ende des Jahres 2012 geriet das Theater in einen finanziellen Engpass und bangte um sein Fortbestehen bei einem Jahresetat von rund 100.000 Euro.
Im Dezember 2015 gründeten die Ensemblemitglieder den eigenständigen Verein „Theater am Markt Eisenach e.V.“, der seit 1. Januar 2017 als Träger fungiert.

## Bedeutung
Das Theater am Markt bezeichnet sich als sogenanntes Bürgertheater. Laienspieler verschiedener Generationen, Professionen und soziokultureller Herkunftsmilieus engagieren sich unter professioneller Leitung ehrenamtlich nicht nur als Schauspieler, sondern auch in allen anderen Bereichen eines professionellen Kulturbetriebes. So entstand eine Mischung aus professionellem und Amateurtheater für Kinder, Jugendliche und Erwachsene.
Die ästhetische Richtung prägen alle Beteiligten. Jährlich wird im Innenhof des Eisenacher Stadtschlosses das Sommertheater Eisenach inszeniert.

## Repertoire
Das Theater spielt Inszenierungen bekannter klassischer und zeitgenössischer Theaterstücke. So liefen 2017 unter anderem Inszenierungen von Trüffelschweine von Kristo Šagor, Das Wirtshaus im Spessart nach Wilhelm Hauff, Der Revisor von Nikolai Gogol, Wolf sein von Bettina Wegenast, Cato von Karlheinz Weber und Der Gott des Gemetzels von Yasmina Reza.

## Preise und Nominierungen
- 2012: Nominierung für den Thüringer Theaterpreis für Der nackte Wahnsinn von Michael Frayn[5]
- 2013: amarena-Innovationsförderung für „Kollaps 13“ (Spielzeitmotto)[6]
- 2017: Nominierung für den Thüringer Engagementpreis[7]

## Rezeption in den Medien
- Bericht über die Aktivitäten des Theaters zum Reformationsjubiläum 2017 in der Thüringer Allgemeinen[8]
- Rezension über die Inszenierung des Stücks Präsidentinnen von Werner Schwab in der Thüringischen Landeszeitung[9]